# Dermanyssus gallinae
Dermanyssus gallinae este un acarian ectoparazit al păsărilor, inclusiv domestice.

## Descriere
Acarianul măsoară aproximativ 1,5 mm, picioarele bine dezvoltate, este de culoare cenușie, după consumul sângelui devine roșu.

## Modul de viață
Dermanyssus gallinae este hematofag, se alimentează cu sânge, noaptea când păsările se odihnesc. După hrănire, acesta se ascunde de lumina soarelui în fisurile din pereții poieții. Aici, are loc împerecherea și depunerea pontei cu ouă. Provoacă mâncărime severă și, prin urmare, un stres puternic păsărilor. Aceasta afectează în mod negativ producția de carne și ouă. Infestare la mamifere și om este rară, însă are nevoie de păsări ca să se reproducă. De asemenea, a fost descris ca fiind un transmițător posibil al bacteriei Erysipelothrix rhusiopathiae.

## Prevenirea și tratarea
Deoarece Dermanyssus gallinae poate supraviețui până la 10 luni fără hrană, este important ca poiata să fie curățată sistematic. De asemenea fisurile din pereți trebuie eliminate și perimetrul sa fie tratat cu acaricide.